# كأس نيوزيلندا 1947
كأس نيوزيلندا 1947 (بالإنجليزية: 1947 Chatham Cup) هو موسم من كأس نيوزيلندا. فاز فيه Waterside Karori ‏.